# Raw Toonage
Raw Toonage était une série d'animation américaine en douze épisodes de 30 minutes, diffusée entre le 19 septembre 1992 et le 5 décembre 1992 sur le réseau CBS, mais rediffusé jusqu'au 4 septembre 1993.

## Synopsis
Raw Toonage est une compilation de courts métrages d'animation développés spécialement pour la série.
Elle comprenait les séries :
- He's Bonkers (11 courts métrages)
- Disney's Marsupilami (16 courts métrages)
- Totally Tasteless Videos (11 courts métrages)

## Distribution
- Jim Cummings : Bonkers D. Bobcat / Don Karnage de la série Super Baloo
- Jeff Bennett : Jitters A. Dog
- Rodger Bumpass : Grumbles the Grizzly
- Nancy Cartwright : Fawn Deer
- Steve Mackall : Le Marsupilami
- René Auberjonois : Chef Louie
- Corey Burton : Ludwig Von Drake / Capitaine Crochet (Captain Hook en VO) du film d'animation Peter Pan
- Christine Cavanaugh : Poussinette Canardstein (Gosalyn Mallard en VO) de la série Myster Mask
- Bill Farmer : Dingo (Goofy en VO) version de la série La Bande à Dingo
- Frank Welker : Leonardo the Refined Lion
- Terence McGovern : Flagada Jones (Lauchpad McQuack en VO) des séries La Bande à Picsou et Myster Mask
- Samuel E. Wright : Sébastien (Sebastian en VO) du film d'animation La Petite Sirène
- Alan Young : Balthazar Picsou (Scrooge McDuck en VO) de la série La Bande à Picsou
- Russi Taylor : Zaza Vanderquack (Webby Vanderquack en VO) de la série La Bande à Picsou
- Kath Soucie : Voix divers

## Liste des épisodes
| №  | Titre original | Diffusion originale |
| -- | --- | ------------------- |
| 1  | Spatula Party / Doggie Schnauzer / Marsupilami Meets Dr. Normanstein | 19 septembre 1992   |
| 1  | Invité : Ludwig Von Drake |                     |
| 1  | Épisode He's Bonkers : Spatula Party Épisode Le Marsupilami : Marsupilami contre Docteur Normanstein (Mars Meets Dr. Normanstein)                                                    |                     |
|    | |                     |
| 2  | Sheerluck Bonkers / All Potato Network / The Puck Stops Here | 26 septembre 1992   |
| 2  | Invité : Don Karnage |                     |
| 2  | Épisode He's Bonkers : Sheerluck Bonkers' Épisode Le Marsupilami : Deux hommes et un patin (The Puck Stops Here)                                                                     |                     |
|    | |                     |
| 3  | Bonkers in Space / Cro-Magnum PI / The Treasure of the Sierra Marsdre | 3 octobre 1992      |
| 3  | Invité : Balthazar Picsou |                     |
| 3  | Épisode He's Bonkers : Bonkers in Space Épisode Le Marsupilami : Le trésor de Marsup le Jaune (The Treasure of the Sierra Marsdre)                                                   |                     |
|    | |                     |
| 4  | Draining Cats and Dogs / Mars vs. Man | 10 octobre 1992     |
| 4  | Invité : Sébastien |                     |
| 4  | Épisode He's Bonkers : Draining Cats and Dogs Épisode Le Marsupilami : Un faux-treuil pour deux (Mars vs. Man)                                                                       |                     |
|    | |                     |
| 5  | Get Me to the Church on Time / So You Think You Know Everything, Do You? / Someone's in the Kitchen with Mars                                                                        | 17 octobre 1992     |
| 5  | Invité : Jitters A. Dog |                     |
| 5  | Épisode He's Bonkers : Get Me to the Church on Time Épisode Le Marsupilami : La cuisine était fermée de l'intérieur (Someone's in the Kitchen with Mars)                             |                     |
|    | |                     |
| 6  | Ski Patrol / Poultrygeist / Romancing the Clone / Goofy's Guide to the Olympics | 24 octobre 1992     |
| 6  | Invité : Bonkers D. Bobcat |                     |
| 6  | Épisode He's Bonkers : Ski Patrol Épisode Le Marsupilami : Romancing the Clone |                     |
|    | |                     |
| 7  | Get Me a Pizza (Hold the Minefield) / Nightmare on Rocky Road / Wannabe Ruler? / The Porker's Court                                                                                  | 31 octobre 1992     |
| 7  | Invité : Aucun |                     |
| 7  | Épisode He's Bonkers : Get Me a Pizza Épisode Le Marsupilami : La légende de Kiki l'culbut le s'ra (Wannabe Ruler?)                                                                  |                     |
|    | |                     |
| 8  | Dogzapoppin' / Bathtime for Maurice / A Fear of Kites | 7 novembre 1992     |
| 8  | Invité : Flagada Jones |                     |
| 8  | Épisode He's Bonkers : Dogzapoppin Épisode Le Marsupilami : Bathtime for Maurice) et Le vent soufflera trois fois (A Fear of Kites)                                                  |                     |
|    | |                     |
| 9  | Trailmix Bonkers / The Young and the Nestless / Coming Attractions / Jungle Fever | 14 novembre 1992    |
| 9  | Invité : Aucun |                     |
| 9  | Épisode He's Bonkers : Trailmix Bonkers Épisode Le Marsupilami : Toupie or not toupie (The Young and the Nestless) et La route du rhume (Jungle Fever)                               |                     |
|    | |                     |
| 10 | Witch Doctor Is Which? / Robin Hoof / The Hairy Ape | 21 novembre 1992    |
| 10 | Invité : Poussinette Canardstein |                     |
| 10 | Épisode He's Bonkers : Aucun Épisode Le Marsupilami : Mon sorcier bien aimé (Witch Doctor Is Which?) et La cage aux poils (The Hairy Ape)                                            |                     |
|    | |                     |
| 11 | Quest for Firewood / Badly Animated Man / Safari So Good | 28 novembre 1992    |
| 11 | Invité : Le Marsupilami |                     |
| 11 | Épisode He's Bonkers : Quest for Firewood Épisode Le Marsupilami : Safarififi (Safari So Good)                                                                                       |                     |
|    | |                     |
| 12 | Gobble Gobble Bonkers / Hot Spots / My New Shoes / Prime Mates Forever | 5 décembre 1992     |
| 12 | Invité : Aucun |                     |
| 12 | Épisode He's Bonkers : Gobble Gobble Bonkers Épisode Le Marsupilami : Vanille-Braise ou L'abominable homme des glaces (Hot Spots) et Le singe d'une nuit d'été (Prime Mates Forever) |                     |
|    | |                     |